# Vlčí hrádek
Vlčí hrádek (též Pustý zámek) je zaniklý skalní hrad, který na přelomu třináctého a čtrnáctého století stával na ostrožně nad Rákosovým dolem jihozápadně od Vlčí Hory v okrese Děčín.

## Historie
O hradu se nedochovaly žádné písemné zprávy a ani není známo jeho jméno. Archeologické nálezy datovaly jeho existenci od konce třináctého do počátku čtrnáctého století. Okolní krajina v té době patřila Berkům z Dubé. Vlčí hrádek tak mohl patřit k soustavě skalních hradů mezi Bad Schandau a Krásnou Lípou, která chránila obchodní stezku do Lužice. Časově existence hradu spadá do období budování manské soustavy na okraji osídlené oblasti jižního Žitavska. Na základě pomístního jména Gnobloch Grundt byl hrad hypoteticky spojen s rytířským rodem Knoblochů z Varnsdorfu.
Podle Tomáše Durdíka Vlčí hrádek patřil mezi malé šlechtické hrady, zatímco František Gabriel jej označil za pouhé refugium.

## Popis
Hrad stál na pískovcové ostrožně, jejíž ochranu ze tří stran zajišťovaly strmé srázy. Jihovýchodní stranu chránila přirozená rozsedlina rozšířená na příkop. Nad ním stála hradba dochovaná v podobě valu. Příkop je na vnější straně hluboký 1,5 metru a val nad ním dosahuje výšky jednoho metru. Archeologický výzkum vedený Františkem Gabrielem v roce 2003 prokázal, že opevnění bylo postaveno bez použití malty z pískovcových štuk. Podle výsledků výzkumu hrad nejspíše neměl zděnou bránu a nevstupovalo se do něj přes příkop. Hlavní budovou na hradě bývala patrně věž, po níž se dochovalo podvalí s lichoběžníkovým půdorysem a stopy po ukotvení trámového stropu. Po obvodu hradu jsou ve skále vytesány draže a 7–10 centimetrů hluboký žlábek, které sloužily k upevnění dřevěného ohrazení.